# Communauté de communes du Pays Bellêmois
La communauté de communes du Pays Bellêmois est une ancienne communauté de communes française du Perche, située dans le département de l'Orne et la région Normandie.

## Histoire
Le 1er janvier 2013, les communes de Saint-Ouen-de-la-Cour et La Perrière rejoignent la communauté (pour cette dernière, à la suite de la dissolution de la communauté de communes du Pays de Pervenchères).
La communauté de communes fusionne au 1er janvier 2017 avec la communauté de communes du Val d'Huisne pour former la communauté de communes des Collines du Perche normand.

## Composition
Elle regroupe seize communes du canton de Ceton, dans le département de l'Orne :
| Nom                           | Code Insee | Gentilé         | Superficie (km2) | Population (dernière pop. légale) | Densité (hab./km2) |
| ----------------------------- | ---------- | --------------- | ---------------- | --------------------------------- | ------------------ |
| Bellême (siège)               | 61038      | Bellêmois       | 1,71             | 1 616 (2014)                      | 945                |
| Appenai-sous-Bellême          | 61005      | Appenois        | 10,74            | 263 (2014)                        | 24                 |
| La Chapelle-Souëf             | 61099      |                 | 11,13            | 272 (2014)                        | 24                 |
| Chemilli                      | 61105      | Chemillais      | 10,92            | 200 (2014)                        | 18                 |
| Dame-Marie                    | 61142      |                 | 13,27            | 174 (2014)                        | 13                 |
| Eperrais                      | 61154      |                 | 14,12            | 105 (2021)                        | 7,4                |
| Le Gué-de-la-Chaîne           | 61196      | Guêchois        | 18,64            | 680 (2021)                        | 36                 |
| Igé                           | 61207      | Igéens          | 27,86            | 665 (2014)                        | 24                 |
| La Perrière                   | 61325      | Perrerins       | 16,16            | 214 (2021)                        | 13                 |
| Origny-le-Butin               | 61318      |                 | 4,57             | 88 (2021)                         | 19                 |
| Pouvrai                       | 61336      | Pouvraisiens    | 6,80             | 110 (2014)                        | 16                 |
| Saint-Fulgent-des-Ormes       | 61388      | Ulmo-Frogentins | 8,32             | 173 (2014)                        | 21                 |
| Saint-Martin-du-Vieux-Bellême | 61426      |                 | 15,84            | 597 (2014)                        | 38                 |
| Saint-Ouen-de-la-Cour         | 61437      |                 | 6,04             | 55 (2021)                         | 9,1                |
| Sérigny                       | 61471      | Sérignyciens    | 15,00            | 349 (2021)                        | 23                 |
| Vaunoise                      | 61498      | Vaunoisiens     | 7,65             | 103 (2014)                        | 13                 |

## Administration
| Période      | Période       | Identité                    | Étiquette | Qualité |
| ------------ | ------------- | --------------------------- | --------- | --- |
| janvier 2000 | avril 2001    | Luc de Romanet              |           | Adjoint au maire de Saint-Martin-du-Vieux-Bellême                                                              |
| avril 2001   | décembre 2016 | Jean-François de Caffarelli | DVD       | Maire de Vaunoise (1995-2014), conseiller municipal de Bellême (depuis 2014), conseiller général (depuis 2004) |